# Stratiomydas bitaeniatus
Stratiomydas bitaeniatus is een vliegensoort uit de familie Mydidae. De wetenschappelijke naam van de soort is, geplaatst in het geslacht Mydas, voor het eerst geldig gepubliceerd in 1861 door Bellardi.
De soort komt voor in Guatemala en Mexico.